# Пауль Біллік
Пауль Біллік (нім. Paul Billik; 27 березня 1891 — 8 березня 1926, Берлін) — німецький льотчик-ас, лейтенант Прусської армії (листопад 1915).

## Біографія
Син фермера Франца Біліка. До 1910 року відвідував школу в Ратиборі. В 1911/12 року служив у званні унтерофіцера в 157-му піхотному полку в Бризі. На початку Першої світової війни був направлений на Західний фронт.
В травні 1916 року вступив в авіацію, пройшов підготовку в 4-му льотному запасному дивізоні в Позені, а в січні 1917 року був направлений в 4-ту охоронну ескадрилью. 26 березня 1917 року був переведений у 12-ту винищувальну ескадрилью. Його Albatros D.V мав на фюзеляжі особливу позначку — свастику на білому тлі. З 6 липня по 28 грудня 1917 року літав у 7-й винищувальній ескадрильї. Після цього перейняв командування 52-ю винищувальною ескадрильєю. У першій половині 1918 року кількість перемог Білліка неухильно зростала, жертвами були переважно британські винищувачі, серед яких були відомі льотчики Альберт Картер і Артур Клейдон. До кінця липня кількість перемог досягла 27.
Біллік був представлений до нагородження орденом Pour le Mérite, але 10 серпня 1918 року його літак був підбитий у бою і Біллік був змушений здійснити посадку з непрацюючим мотором на території противника. Там був узятий у полон і тому не зміг здобути високу нагороду. На той момент у Білліка була 31 перемога: він був найрезультативнішим льотчиком, який залишився живим і не отримав Pour le Mérite.
З полону повернувся в 1919 році. Працював у цивільній авіації льотчиком. 8 березня 1926 року загинув в авіакатастрофі на аеродромі Штаакен під Берліном. Його літак Junkers F 13 спалахнув при посадці. Біллік не зумів вчасно вибратися та згорів у літаку. Був похований на кладовищі Invalidenfriedhof у Берліні. Могила не збереглася.

## Нагороди
- Залізний хрест
  - 2-го класу
  - 1-го класу — за 4 перемоги.
- Нагрудний знак військового пілота (Пруссія)
- Королівський орден дому Гогенцоллернів, лицарський хрест з мечами (25 липня 1918)

## Галерея

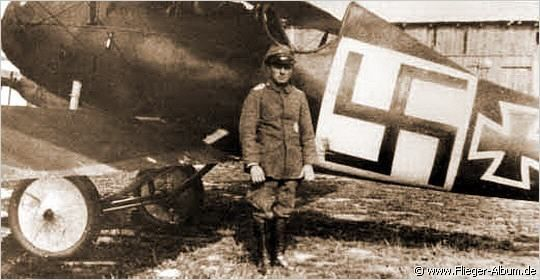
Білік біля свого літака.
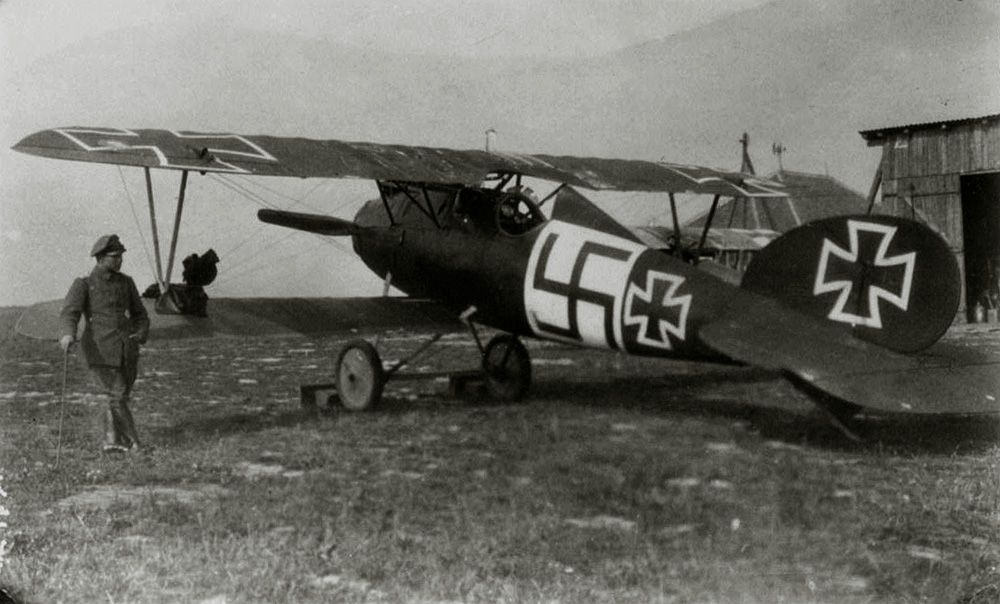